# Hate Greed and Death
Hate, Greed and Death è il secondo album in studio della band messicana deathcore Here Comes the Kraken uscito il 4 luglio 2011.

## Tracce
1. 3:33
2. Never Regret
3. Knights From South Side
4. A New Leader
5. Nu Beginning (feat. Eddie Hermida)
6. 90666
7. Beverly Hell
8. Stoner Sundays
9. iDrugs